# Tibastsläktet
Tibast (Daphne) är ett växtsläkte i familjen tibastväxter. Det finns omkring 50 arter av tibast och de är både städsegröna och lövfällande buskar. Blommorna doftar gott och bären är giftiga, liksom barken.
Blommorna saknar kronblad men har fyra (någon gång fem) kronbladsliknande foderblad som kan vara gröngula, vita eller rosa. Det är vanligt att de städsegröna arterna har gröngula blommor och att de lövfällande har rosa. Många arter blommar på senvintern eller tidigt på våren.
I Sverige finns endast arten tibast som vildväxande.